# 近親相姦罪
近親相姦罪（きんしんそうかんざい）は、法律上における近親相姦の罪。ドイツなどに存在するが、日本などでは撤廃されている。近親相姦全般に関して適用するものであるが、成人同士の場合は合意の上の行為であれば罰則は必要ないとしてしばしば論争となる。
刑事的判断、罪の意識とは別に、性的関係事実の科学的裏付けとして、当事者の心理的背景、育成歴、病質、宗教や性的趣向、自己コントロール力など、総合的判断が必要とされ、各専門の意見が必要となる。家庭内弱者の発生やきっかけとしての貧困、アルコールやドラッグの常用、宗教など、長期的判断も必要なケースもあり、一般的には多くの人には受け入れられないという意見が多い。しかし、受け入れがたいとしても、刑事罰であるかどうかという点が論点である。
家庭内でのインセストが強まることで、家財財産の散逸を逃れるという結果も生じやすい。

## 定義
近親相姦罪の対象となるのはドイツでは直系血族同士と兄弟姉妹同士による場合であるが、国家や地域によって範囲は異なる。具体的にどのような行為が近親相姦なのかに関してもまちまちである。澁澤龍彦によれば、スウェーデンの基準では父親の陰茎を子供が弄っていてもそれがすぐさま近親相姦扱いされるというわけではないが、父親がこのとき勃起していた場合は刑罰対象となりうるという検察官の話があるという。

## 運用状況
実際に近親相姦罪を根拠として司法が介入することになった人数であるが、第一次世界大戦と前後する時期、1913年と1924年の間におけるドイツの記録によれば、違反者数は最も多い年で年間862人で最も少ない年で年間227人であったとされる。
アメリカ合衆国のバージニア州では、性犯罪者の情報公開の対象範囲が拡大されていき、非暴力的な近親相姦で有罪になった者までもが含まれることになったため、当時14歳だった妹と近親相姦をしていた罪状を認めた当時18歳の兄が、執行猶予付き有罪判決を受けたものの実質的には保護観察処分となりその後は再犯もせず成長し、兄が情報公開は不適当だとして起こした訴えを棄却した2006年の裁判例も存在している。
スコットランドで兄妹同士で近親相姦を行っていたとして、判決当時21歳の兄と同じく判決当時18歳の妹が両方とも有罪になった事例が2011年に報道されているが、ホステルに住み込んでいた妹が金を貸して欲しいと兄に強引に迫った結果であり、裁判では危険性がない事例だとして実刑は免れ兄が2年、妹が1年の保護観察処分となった。だが、妹は事件発覚当時17歳だったため兄は未成年者の妹と性行為を行ったとして性犯罪者登録され、また兄の弁護士は事件がマスコミの注目を浴びたことが兄妹に与えた影響も指摘した。

## 法律をめぐる議論

### 廃止・適用緩和をめぐる議論
フランスでは1810年に近親相姦罪は撤廃されているが、これはナポレオン・ボナパルトの意向によるものであった。日本でも、刑法制定審議過程でギュスターヴ・エミール・ボアソナードが社会道徳を刑罰規定に盛り込むべきではないと主張し近親相姦罪は削除された（制定は1880年）。ロシアや中華人民共和国の法律ではイデオロギー的な事情もあって近親相姦に対する刑罰規定は存在しない。
ドイツで問題になった例としては、兄妹が近親相姦で有罪判決を受け、近親相姦罪の合憲性を巡って連邦憲法裁判所の審議にかけられた事例が有名である。子供を4人ほど兄妹でもうけていた事件であるが、兄妹の父親がアルコール依存症で家族がバラバラとなったものであり、その家庭の子供達のうち3人が死亡し生存していたのがこの兄妹の2人だけであったもので、このような状況で近親相姦罪を適用されてしまった兄妹にドイツ国民から同情が集まった。だが、2008年に連邦憲法裁判所はこの事件でも近親相姦罪は合憲との判断を出している。
2008年の判断においては、ドイツの連邦憲法裁判所は家庭内弱者の保護と近親交配の抑制を理由として近親相姦罪の合憲判決を出した。近親相姦で子供が生まれた場合は子供の遺伝的リスクが高くなることはよく言われるが、子供の人権を否定することにもなりかねず、あくまで確率論であるため、これは補助的に用いられることが多い。通常は一番の理由として用いられるのは家族関係の保護であるが、そもそも既に家庭が崩壊しているために近親相姦が起こっているという反論があり、古典的な家庭像が崩壊しつつある状況では不満の声も根強くなってきている。
ルーマニアでも近親相姦を罰する法律が存在し最高7年の投獄を宣告することが可能とされたが、成人同士の近親相姦までもが違法化されているため論争が発生しており、撤廃を求める声もあるがルーマニア正教会は道徳や心理的な問題から反対の立場をとっている。ルーマニアの住民の中にはそもそも合意の上で近親相姦が起こるということについて疑問視している人もいる。
スウェーデンでも兄弟姉妹の近親相姦を罰する規定は存在する。だが問題も発生しており、恋愛関係にある異父兄妹のカップルを近親相姦罪で有罪にしたのだが、裁判所命令を無視され同棲を継続され子供を2人作られる事件も発生したことから、近親婚の制限を緩和する方向で対応することになり、1973年の婚姻法の改正で異父または異母の兄弟姉妹婚は要許可制にした上で認めると法律で定めることとなった。
アメリカ合衆国でも、幼児期には自分と会ったことがなかった妹との間に子供を4人作った兄が近親相姦を罰する規定に訴訟を起こした事例が存在し、通常の家庭という概念が当てはまらない兄妹だということもあり注目されたが、2005年に兄の訴えは棄却された。オーストラリアでも近親相姦罪は存在し、2008年に父親との間にもうけた娘とともにテレビ出演し成人同士の近親相姦への理解を求めた娘もいる。2008年には、近親相姦罪で有罪になってしまったスコットランドの異父兄妹がグッド・モーニング・アメリカのインタビューを受けた例もある。

### 加重類型・重罰化をめぐる議論
一方で、強姦や性的虐待の場合は近親相姦的行為の被害者もいるため問題ではないかという意見も存在する。大韓民国では性暴力犯罪の処罰及び被害者保護等に関する法律によって「親族関係による強姦」として近親相姦的強姦に関しての加重類型が存在している。フランスでも、2010年に未成年者への近親相姦についての法律が可決され、それ以前も強姦や性的虐待に関して規定していなかったわけではないのだが、法律上に近親相姦についてある程度の規定を盛り込むこととなり、近親相姦被害者の国際組織の代表はこの法律の可決を賞賛した。
アイルランドでは、1993年の父親の娘に対する強姦事件がきっかけで近親相姦罪の最高刑が無期刑に引き上げられたが、女性に関してはそのままであったため、6人の子供を持つ母親が、ろくに食事を与えず多くの子供を衰弱状態に陥らせるという虐待を行っていた上、子供達のうち当時13歳だった息子を無理矢理に犯していたとして裁判にかけられた事件で、2009年1月の判決では女性に対して近親相姦の法律で定められた最高の刑ということで7年の投獄を母親に宣告したが、裁判官は被告がもし男性だったら無期刑だったと語った。
2017年3月7日に日本政府は性犯罪の厳罰化を図る刑法改正案を閣議決定し、犯罪の定義や罰則の改正を国会に提案しようとしている。今後の変更に注意が必要である。
- 強制性交等罪

強姦罪および強制わいせつ罪を併合して非親告罪化
- 準強制性交等罪

準強姦罪および準強制わいせつ罪を併合して非親告罪化
- 監護者性交等罪

保護者などが監護者としての影響力により18歳未満の子に強制性交等罪に該当する行為をした場合の加重罰
- 監護者わいせつ罪

保護者などが監護者としての影響力により18歳未満の子に準強制性交等罪に該当する行為をした場合の加重罰
- 強盗・強制性交等罪

強盗強姦罪などから強盗行為が後か先かによる分類の廃止
- 集団強姦罪・集団準強姦罪等の集団による犯罪を厳罰化に伴い一般犯罪に併合。

## 宗教上の近親相姦の罪
近親相姦は宗教における罪であって、世俗法における犯罪として扱うことに対しては違和感を覚えるという意見も存在する。旧約聖書では『レビ記』(18章)で近親相姦の禁止が定められており、また近親相姦は1908年までのイギリスにおいては宗教裁判にかけられる問題とされていた。また、上記の聖書の箇所で、近親相姦により、「土地が汚される」と警告されている。

### 刑罰規定の重複現象
マレーシアでは連邦刑法が存在するにもかかわらずシャリーアが存在するため、近親相姦罪の重複が発生しシャリーアの規定がほとんど使用されなくなってしまった。刑法の近親相姦罪によって裁判にかけられた事例は1995年に173件、1996年が200件、1997年で234件であったのだが、シャリーアの近親相姦罪で扱われたと報道された事例は1995年から1997年までの期間では毎年1件ずつしかなかったという。

## 関連論文
- 武市周作「公法上の「道徳律」・「道徳」について : 血縁の兄弟姉妹間の近親相姦罪(§173 Abs.2 S. 2 StGB)合憲決定(BVerfG,2 BvR 392/07 vom 26. 2. 2008.)をきっかけに」『中央学院大学法学論叢』第22巻第1号、中央学院大学、2009年2月、136-111頁、CRID 1050001202900867456、NAID 110007054921。